# Atomsugár

Az atomsugár változása a periódusos rendszerben

Az atomsugár az atommag és a legkülső stabil atompálya távolsága az egyensúlyi helyzetben levő atomban. Mértékegysége a pikométer vagy az ångström.
Nemfémek esetén az atomsugár neve kovalens sugár, fémek esetén fémes sugárról beszélünk. Gyakorlatilag az atomsugár nem más, mint az egyensúlyi állapotban mérhető távolság fele a kémiai elem két egymás mellett elhelyezkedő atomjának az atommagjai között.
A periódusos rendszerben az atomsugár a csoportban lefelé haladva nő, ahogy új elektronhéjak adódnak hozzá az atomokhoz, és balról jobbra haladva csökken, ahogy az atommag töltése (a protonok száma) nő. A szabály alól kivételt képeznek a nemesgázok, mivel ezek elemi állapotban egyatomosak, ezért csak a van der Waals-sugaruk mérhető.